# 霍多什市鎮

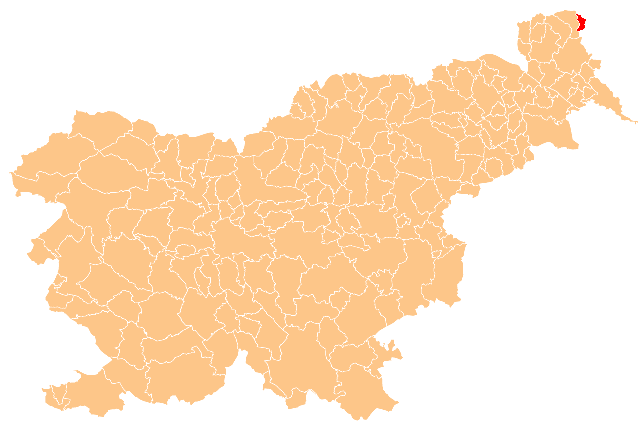

46°49′N 16°20′E / 46.817°N 16.333°E
霍多什市鎮（斯洛維尼亞語： [ˈóːptʃina ˈxóːdɔʃ]；匈牙利語： [ˈhodoʃ ˈkøʃʃeːɡ]）是斯洛文尼亞東北部的市镇，行政中心为霍多什。處於普雷克穆列地區，面積18平方公里，2010年人口312，人口密度每平方公里17人。